# Kléber Piot
Gerard Kléber Piot (* 18. Oktober 1920 in Eaubonne; † 5. Januar 1990 in Enghien-les-Bains) war ein französischer Radrennfahrer.

## Sportliche Laufbahn
Piot war im Straßenradsport und im Querfeldeinrennen (heutige Bezeichnung Cyclocross) aktiv. Von 1944 bis 1952 war er Berufsfahrer. 1947 gewann er den Circuit des villes d’eaux d'Auvergne mit einem Etappensieg. 1946 siegte Piot im Criterium national zeitgleich mit Camille Danguillaume. Dritter wurde er bei Paris–Roubaix 1945, in der Tour de Romandie 1950 und bei Paris–Nizza 1951. Die Tour de France fuhr er dreimal. 1947 wurde er 25., 1948 13. und 1950 6. der Gesamtwertung.
1941 und 1950 wurde Piot Dritter der nationalen Meisterschaft im Querfeldeinrennen. 1944 bis 1946 wurde er Vize-Meister. Im Critérium International de Cyclo-cross, das als Vorläufer der späteren Cyclocross-Weltmeisterschaften galt, wurde er 1941 Dritter, 1942 Zweiter.